# Латвия на зимних Олимпийских играх 2010
Латвия на зимних Олимпийских играх 2010 была представлена 55 спортсменами в шести видах спорта.
Флаг Латвии на церемонии открытия нёс Мартинс Дукурс.

## Медалисты

### Серебро
| Серебро |                        |                         |
| №       | Спортсмены             | Вид спорта (дисциплина) |
| 1       | Андрис Шицс, Юрис Шицс | Санный спорт (двойки)   |
| 2       | Мартинс Дукурс         | Скелетон (мужчины)      |

## Результаты соревнований

### Биатлон
Мужчины
| Соревнование         | Спортсмены                                                          | Стрельба    | Результат | Место |
| -------------------- | ------------------------------------------------------------------- | ----------- | --------- | ----- |
| Спринт               | Илмарс Брицис                                                       | 1+1         | 25:41,3   | 14    |
| Спринт               | Андрей Расторгуев                                                   | 2+1         | 27:05,3   | 50    |
| Спринт               | Кристапс Либьетис                                                   | 1+0         | 27:32,5   | 64    |
| Спринт               | Эдгарс Пиксонс                                                      | 1+1         | 28:23,0   | 78    |
| Гонка преследования  | Илмарс Брицис                                                       | 0+0+2+2     | 36:14,9   | 32    |
| Гонка преследования  | Андрей Расторгуев                                                   | 2+2+3+2     | 41:35,9   | 58    |
| Индивидуальная гонка | Эдгарс Пиксонс                                                      | 1+1+0+0     | 52:52,5   | 37    |
| Индивидуальная гонка | Кристапс Либьетис                                                   | 2+0+1+0     | 56:02,4   | 70    |
| Индивидуальная гонка | Каспарс Думбрис                                                     | 2+0+2+1     | 56:30,1   | 73    |
| Индивидуальная гонка | Илмарс Брицис                                                       | 3+1+1+1     | 56:33,9   | 74    |
| Эстафета             | Эдгарс Пиксонс, Илмарс Брицис, Андрей Расторгуев, Кристапс Либьетис | 56+03+23+04 | 1:35:15,5 | 19    |

Женщины
| Соревнование         | Спортсмены                                               | Стрельба    | Результат | Место |
| -------------------- | -------------------------------------------------------- | ----------- | --------- | ----- |
| Спринт               | Герда Круминя                                            | 0+1         | 22:09,3   | 48    |
| Спринт               | Мадара Лидума                                            | 2+2         | 22:23,8   | 57    |
| Спринт               | Лига Глазере                                             | 0+1         | 22:47,7   | 69    |
| Спринт               | Жанна Юшкане                                             | 1+2         | 23:32,4   | 79    |
| Гонка преследования  | Мадара Лидума                                            | 0+0+2+1     | 34:02,6   | 38    |
| Гонка преследования  | Герда Круминья                                           | 0+2+1+1     | 37:58,7   | 57    |
| Индивидуальная гонка | Мадара Лидума                                            | 0+3+1+2     | 47:30,2   | 67    |
| Индивидуальная гонка | Герда Круминя                                            | 0+3+1+0     | 48:00,1   | 69    |
| Индивидуальная гонка | Лига Глазере                                             | 3+0+1+1     | 50:20,3   | 78    |
| Индивидуальная гонка | Жанна Юшкане                                             | 3+1+1+2     | 53:36,4   | 84    |
| Эстафета             | Жанна Юшкане, Мадара Лидума, Лига Глазере, Герда Круминя | 25+02+23+02 | 1:18:56,2 | 19    |

### Бобслей

#### Бобслей
Мужчины
| Соревнование | Спортсмены                                                     | 1 заезд   | 1 заезд | 2 заезд   | 2 заезд | 3 заезд   | 3 заезд | 4 заезд   | 4 заезд | Итоговый результат | Итоговое место |
| Соревнование | Спортсмены                                                     | Результат | Место   | Результат | Место   | Результат | Место   | Результат | Место   | Итоговый результат | Итоговое место |
| ------------ | -------------------------------------------------------------- | --------- | ------- | --------- | ------- | --------- | ------- | --------- | ------- | ------------------ | -------------- |
| Двойки       | Эдгарс Маскалянс, Даумантс Дрейшкенс                           | 52,16     | 9       | 52,32     | 7       | 52,17     | 9       | 52,43     | 12      | 3:29,08            | 8              |
| Четвёрки     | Эдгарс Маскалянс, Павел Тулубьев, Райвис Брокс, Михаил Архипов | 51,60     | 14      | 51,42     | 11      | 51,85     | 12      | 51,78     | 10      | 3:26,65            | 11             |

#### Скелетон
| Соревнование | Спортсмены     | 1 заезд   | 1 заезд | 2 заезд   | 2 заезд | 3 заезд   | 3 заезд | 4 заезд   | 4 заезд | Итоговый результат | Итоговое место |
| Соревнование | Спортсмены     | Результат | Место   | Результат | Место   | Результат | Место   | Результат | Место   | Итоговый результат | Итоговое место |
| ------------ | -------------- | --------- | ------- | --------- | ------- | --------- | ------- | --------- | ------- | ------------------ | -------------- |
| Мужчины      | Мартинс Дукурс | 52,32     | 1       | 52,59     | 2       | 52,28     | 2       | 52,61     | 2       | 3:29,80            | 2              |
| Мужчины      | Томасс Дукурс  | 52,94     | 8       | 52,88     | 4       | 52,62     | 6       | 52,69     | 4       | 3:31,13            | 4              |

### Коньковые виды спорта

#### Конькобежный спорт
Мужчины
| Соревнование | Спортсмены      | Результат | Место |
| ------------ | --------------- | --------- | ----- |
| 5000 метров  | Харальдс Силовс | 6:35,69   | 20    |

#### Шорт-трек
Мужчины
| Соревнование | Спортсмены      | Отборочный раунд | Отборочный раунд | Четвертьфинал | Четвертьфинал | Полуфинал | Полуфинал | Финал     | Финал     | Финал     | Итоговое место |
| Соревнование | Спортсмены      | Результат        | Место            | Результат     | Место         | Результат | Место     | Название  | Результат | Место     | Итоговое место |
| ------------ | --------------- | ---------------- | ---------------- | ------------- | ------------- | --------- | --------- | --------- | --------- | --------- | -------------- |
| 500 метров   | Харальдс Силовс | 41,673           | 2                | 41,837        | 3             | не прошёл | не прошёл | не прошёл | не прошёл | не прошёл | 12             |
| 1000 метров  | Харальдс Силовс | 1:25,951         | 2                | 1:50,292      | 4             | не прошёл | не прошёл | не прошёл | не прошёл | не прошёл | 14             |
| 1500 метров  | Харальдс Силовс |                  |                  | 2:14,900      | 2             | 2:14,009  | 4         | B         | 2:19,435  | 4         | 10             |

### Лыжные виды спорта

#### Горнолыжный спорт
Мужчины
| Соревнование      | Спортсмены         | Скоростной спуск/ 1 спуск | Слалом/ 2 спуск | Всего   | Место |
| ----------------- | ------------------ | ------------------------- | --------------- | ------- | ----- |
| Скоростной спуск  | Робертс Роде       |                           |                 | 2:03,36 | 58    |
| Суперкомбинация   | Робертс Роде       | DNF                       | —               | —       | —     |
| Гигантский слалом | Кристапс Звейниекс | 1:28,29                   | 1:30,33         | 2:58,62 | 62    |
| Слалом            | Кристапс Звейниекс | 53,82                     | 57,47           | 1:51,29 | 37    |

Женщины
| Соревнование      | Спортсмены      | 1 спуск | 2 спуск | Всего   | Место |
| ----------------- | --------------- | ------- | ------- | ------- | ----- |
| Гигантский слалом | Лиэне Фимбауэре | 1:28,29 | 1:21,77 | 2:46,93 | 51    |
| Слалом            | Лиэне Фимбауэре | 1:00,30 | 1:01,81 | 2:02,11 | 49    |

#### Лыжные гонки
Мужчины
Дистанция
| Соревнование           | Спортсмен    | Результат | Место |
| ---------------------- | ------------ | --------- | ----- |
| 15 км свободным стилем | Янис Пайпалс | 38:18,0   | 72    |
| Гонка преследования    | Янис Пайпалс | LAP       | 54    |

Спринт
| Соревнование | Спортсмены   | Квалификация | Квалификация | Четвертьфинал | Четвертьфинал | Полуфинал | Полуфинал | Финал     | Финал     |
| Соревнование | Спортсмены   | Результат    | Место        | Результат     | Место         | Результат | Место     | Результат | Место     |
| ------------ | ------------ | ------------ | ------------ | ------------- | ------------- | --------- | --------- | --------- | --------- |
| Спринт       | Янис Пайпалс | 4:04,48      | 62           | не прошёл     | не прошёл     | не прошёл | не прошёл | не прошёл | не прошёл |

Женщины
Дистанция
| Соревнование           | Спортсмены  | Результат | Место |
| ---------------------- | ----------- | --------- | ----- |
| 10 км свободным стилем | Анете Брице | 30:51,8   | 69    |

### Санный спорт
Мужчины
| Соревнование | Спортсмены                           | 1 заезд   | 1 заезд | 2 заезд   | 2 заезд | 3 заезд   | 3 заезд | 4 заезд   | 4 заезд | Итоговый результат | Итоговое место |
| Соревнование | Спортсмены                           | Результат | Место   | Результат | Место   | Результат | Место   | Результат | Место   | Итоговый результат | Итоговое место |
| ------------ | ------------------------------------ | --------- | ------- | --------- | ------- | --------- | ------- | --------- | ------- | ------------------ | -------------- |
| Одиночки     | Мартиньш Рубенис                     | 48,818    | 13      | 48,831    | 10      | 49,210    | 12      | 48,809    | 16      | 3:15,668           | 11             |
| Одиночки     | Инарс Кивлениекс                     | 48,960    | 18      | 49,065    | 19      | 49,259    | 15      | 48,920    | 20      | 3:16,204           | 18             |
| Одиночки     | Гунтис Рекис                         | 49,275    | 25      | 49,625    | 28      | 49,476    | 25      | 49,071    | 24      | 3:17,447           | 26             |
| Двойки       | Андрис Шицс, Юрис Шицс               | 41,420    | 2       | 41,549    | 3       |           |         |           |         | 1:22,969           | 2              |
| Двойки       | Оскарс Гудрамовичс, Петерис Калниньш | 41,982    | 12      | 42,013    | 13      |           |         |           |         | 1:23,995           | 12             |

Женщины
| Соревнование | Спортсмены     | 1 заезд   | 1 заезд | 2 заезд   | 2 заезд | 3 заезд   | 3 заезд | 4 заезд   | 4 заезд | Итоговый результат | Итоговое место |
| Соревнование | Спортсмены     | Результат | Место   | Результат | Место   | Результат | Место   | Результат | Место   | Итоговый результат | Итоговое место |
| ------------ | -------------- | --------- | ------- | --------- | ------- | --------- | ------- | --------- | ------- | ------------------ | -------------- |
| Одиночки     | Майя Тирума    | 41,773    | 4       | 41,933    | 13      | 42,012    | 9       | 41,936    | 9       | 2:47,654           | 9              |
| Одиночки     | Анна Орлова    | 41,998    | 11      | 41,947    | 14      | 42,260    | 14      | 42,100    | 13      | 2:48,305           | 13             |
| Одиночки     | Агнесе Коклача | 42,627    | 27      | 42,334    | 23      | 43,091    | 27      | 42,336    | 17      | 2:50,388           | 24             |

### Хоккей
Мужчины
Состав команды
| №              | Имя                   | Клуб                    | Дата рождения    | Возраст | Игр     | Шайб    | Передач |
| Вратари        | Вратари               | Вратари                 | Вратари          | Вратари | Вратари | Вратари | Вратари |
| -------------- | --------------------- | ----------------------- | ---------------- | ------- | ------- | ------- | ------- |
| 1              | Эрвин Муштуков        | Динамо (Рига)           | 7 апреля 1984    | 25      |         |         |         |
| 30             | Сергей Наумов         | Динамо (Рига)           | 4 апреля 1969    | 40      |         |         |         |
| 31             | Эдгарс Масальскис     | Динамо (Рига)           | 31 марта 1980    | 29      | 4       | -21     |         |
| Защитники      |                       |                         |                  |         |         |         |         |
| 2              | Родриго Лавиньш       | Динамо (Рига)           | 3 августа 1974   | 35      | 3       |         |         |
| 3              | Арвидс Рекис          | Гризли Адамс Вольфсбург | 1 января 1979    | 31      | 4       |         |         |
| 7              | Карлис Скрастыньш - К | Даллас Старз            | 9 июля 1974      | 35      | 4       |         |         |
| 8              | Оскарс Бартулис       | Филадельфия Флайерз     | 21 января 1987   | 23      | 4       |         |         |
| 11             | Кристапс Сотникс      | Динамо (Рига)           | 29 января 1987   | 23      | 4       | 1       |         |
| 13             | Гунтис Галвиньш       | Динамо (Рига)           | 25 января 1986   | 24      | 3       |         |         |
| 26             | Кришьянис Редлихс     | Динамо (Рига)           | 15 января 1981   | 29      | 4       |         | 1       |
| 71             | Георгийс Пуйацс       | Сибирь                  | 11 июня 1981     | 28      | 4       |         | 1       |
| Нападающие     |                       |                         |                  |         |         |         |         |
| 5              | Янис Спруктс          | Динамо (Рига)           | 31 января 1982   | 28      | 4       |         | 1       |
| 9              | Мартиньш Карсумс      | Динамо (Рига)           | 26 февраля 1986  | 23      | 4       |         | 2       |
| 10             | Лаурис Дарзиньш       | Динамо (Рига)           | 28 января 1985   | 25      | 4       |         | 1       |
| 12             | Герберт Васильев - А  | Крефельд Пингвин        | 23 мая 1976      | 33      | 4       | 1       | 1       |
| 16             | Каспарс Даугавиньш    | Бингхэмтон Сенаторс     | 28 января 1985   | 25      | 4       |         |         |
| 17             | Александр Ниживий - А | Динамо (Рига)           | 16 сентября 1976 | 33      | 4       |         | 2       |
| 21             | Армандс Бержиньш      | Динамо (Рига)           | 27 декабря 1983  | 26      | 4       |         | 1       |
| 24             | Микелис Редлихс       | Динамо (Рига)           | 1 июля 1984      | 25      | 4       | 1       |         |
| 47             | Мартиньш Ципулис      | Динамо (Рига)           | 29 ноября 1980   | 29      | 4       | 1       | 1       |
| 75             | Гиртс Анкипанс        | Динамо (Рига)           | 29 ноября 1975   | 34      | 4       | 2       |         |
| 87             | Гинтс Мейя            | Динамо (Рига)           | 4 сентября 1987  | 22      | 4       |         |         |
| 88             | Алексей Широков       | Амур                    | 20 февраля 1981  | 28      | 4       |         |         |
| Главный тренер |                       |                         |                  |         |         |         |         |
| Флаг Латвии    | Олег Знарок           | Олег Знарок             | 2 января 1963    | 47      |         |         |         |

Групповой этап
| М | Команда  | В | ВО | ПО | П | Ш    | ±Ш  | О |
| - | -------- | - | -- | -- | - | ---- | --- | - |
| 1 | Чехия    | 2 | 0  | 0  | 0 | 8-3  | +5  | 6 |
| 2 | Словакия | 1 | 1  | 0  | 1 | 9-4  | +5  | 5 |
| 3 | Россия   | 1 | 0  | 1  | 0 | 9-4  | +5  | 4 |
| 4 | Латвия   | 0 | 0  | 0  | 3 | 4-19 | −15 | 0 |

| 16 февраля 2010 21:00 (UTC-8) | \| Россия \| 8 : 2 (3:0, 1:0, 4:2) Отчёт \| Латвия \| \| Данис Зарипов (Сергей Фёдоров, Илья Никулин) — 02:38 Александр Радулов (Сергей Фёдоров, Дмитрий Калинин) — 07:46 Александр Овечкин (Александр Сёмин) — 19:25 Евгений Малкин (Максим Афиногенов, Илья Ковальчук) — 38:18 Александр Овечкин (Павел Дацюк) — 40:59 Данис Зарипов (Сергей Зиновьев) — 41:30 Илья Ковальчук (Евгений Малкин, Фёдор Тютин) — 43:04 Алексей Морозов (Андрей Марков) — 58:57 \| Голы \| Герберт Васильев (Александр Ниживий, Мартиньш Ципулис) — 40:33 Гиртс Анкипанс (Янис Спруктс, Мартиньш Карсумс) — 43:35 \| | Канада Хоккей Плейс, Ванкувер Зрителей: 16 862 Судья: Деннис Ла Рю Маркус Виннерборг                                   |
| Россия | 8 : 2 (3:0, 1:0, 4:2) Отчёт | Латвия |
| Данис Зарипов (Сергей Фёдоров, Илья Никулин) — 02:38 Александр Радулов (Сергей Фёдоров, Дмитрий Калинин) — 07:46 Александр Овечкин (Александр Сёмин) — 19:25 Евгений Малкин (Максим Афиногенов, Илья Ковальчук) — 38:18 Александр Овечкин (Павел Дацюк) — 40:59 Данис Зарипов (Сергей Зиновьев) — 41:30 Илья Ковальчук (Евгений Малкин, Фёдор Тютин) — 43:04 Алексей Морозов (Андрей Марков) — 58:57 | Голы | Герберт Васильев (Александр Ниживий, Мартиньш Ципулис) — 40:33 Гиртс Анкипанс (Янис Спруктс, Мартиньш Карсумс) — 43:35 |

| 19 февраля 2010 12:00 (UTC-8) | \| Чехия \| 5 : 2 (3:0, 1:2, 1:0) Отчёт \| Латвия \| \| Давид Крейчи (Мартин Эрат, Томаш Флейшманн) — 02:30 Томаш Плеканец (Марек Жидлицкий, Томаш Ролинек) — 03:33 Яромир Ягр (Марек Жидлицкий, Томаш Каберл) — 05:07 Томаш Каберл (Патрик Элиаш, Марек Жидлицкий) — 26:33 Патрик Элиаш — 59:42 \| Голы \| Кристапс Сотникс (Герберт Васильев) — 35:30 Гиртс Анкипанс (Мартиньш Карсумс, Георгийс Пуйацс) — 38:26 \| | Канада Хоккей Плейс, Ванкувер Зрителей: 16984 Судья: Юри Ронн Кристофер Руни                           |
| Чехия | 5 : 2 (3:0, 1:2, 1:0) Отчёт | Латвия                                                                                                 |
| Давид Крейчи (Мартин Эрат, Томаш Флейшманн) — 02:30 Томаш Плеканец (Марек Жидлицкий, Томаш Ролинек) — 03:33 Яромир Ягр (Марек Жидлицкий, Томаш Каберл) — 05:07 Томаш Каберл (Патрик Элиаш, Марек Жидлицкий) — 26:33 Патрик Элиаш — 59:42 | Голы | Кристапс Сотникс (Герберт Васильев) — 35:30 Гиртс Анкипанс (Мартиньш Карсумс, Георгийс Пуйацс) — 38:26 |

| 20 февраля 2010 16:30 (UTC-8) | \| Латвия \| 0 : 6 (0:3, 0:2, 0:1) Отчёт \| Словакия \| \| \| Голы \| Любомир Вишнёвский (Йозеф Штумпел, Рихард Зедник) — 02:44 Рихард Зедник (Михал Гандзуш, Любош Бартечко) — 09:11 Йозеф Штумпел (Жигмунд Палффи) — 17:08 Мариан Госса (Йозеф Штумпел) — 21:07 Михал Гандзуш — 22:20 Иван Баранка (Мартин Штрбак, Михал Гандзуш) — 57:20 \| | Канада Хоккей Плейс, Ванкувер Зрителей: 17023 Судья: Дэниэль О'Хэллоран Маркус Виннерборг |
| Латвия                        | 0 : 6 (0:3, 0:2, 0:1) Отчёт | Словакия |
|                               | Голы | Любомир Вишнёвский (Йозеф Штумпел, Рихард Зедник) — 02:44 Рихард Зедник (Михал Гандзуш, Любош Бартечко) — 09:11 Йозеф Штумпел (Жигмунд Палффи) — 17:08 Мариан Госса (Йозеф Штумпел) — 21:07 Михал Гандзуш — 22:20 Иван Баранка (Мартин Штрбак, Михал Гандзуш) — 57:20 |

Квалификационный раунд
| 23 февраля 2010 19:00 (UTC-8) | \| Чехия \| 3 : 2 ОТ (2:0, 0:0, 0:2, 1:0) Отчёт \| Латвия \| \| Томаш Ролинек (Филип Куба, Мартин Гавлат) — 05:52 Томаш Флейшманн (Давид Крейчи, Роман Червенка) — 11:06 Давид Крейчи (Томаш Флейшманн) — 65:10 \| Голы \| Мартиньш Ципулис (Александр Ниживий, Кришьянис Редлихс) — 52:02 Микелис Редлихс (Армандс Берзиньш, Лаурис Дарзиньш) — 56:19 \| | Зимний спортивный центр УБК, Ванкувер Зрителей: Судья: Билл Маккрири Брент Райбер                                           |
| Чехия | 3 : 2 ОТ (2:0, 0:0, 0:2, 1:0) Отчёт | Латвия |
| Томаш Ролинек (Филип Куба, Мартин Гавлат) — 05:52 Томаш Флейшманн (Давид Крейчи, Роман Червенка) — 11:06 Давид Крейчи (Томаш Флейшманн) — 65:10 | Голы | Мартиньш Ципулис (Александр Ниживий, Кришьянис Редлихс) — 52:02 Микелис Редлихс (Армандс Берзиньш, Лаурис Дарзиньш) — 56:19 |

Итоговое место — 12